# Władysław Czaykowski (právník)
Władysław Czaykowski (3. července 1846 Sambir – 14. března 1919 Vídeň) byl rakouský právník a politik polské národnosti z Haliče, na počátku 20. století poslanec Říšské rady.

## Biografie
Měl šlechtický titul (rytíř). Pocházel z rodiny starosty Sambiru. Vystudoval gymnázium a Lvovskou univerzitu. Byl veřejně a politicky aktivní. Zastával funkci předsedy okresního zastupitelstva v Přemyšli. Byl zvolen i na Haličský zemský sněm. Do zemského sněmu usedl v doplňovací volbě roku 1896 za kurii velkostatkářskou.
V době svého působení v parlamentu je profesně uváděn jako advokát a statkář v Přemyšli.
Působil také coby poslanec Říšské rady (celostátního parlamentu Předlitavska), kam usedl ve volbách do Říšské rady roku 1907, konaných poprvé podle všeobecného a rovného volebního práva. Byl zvolen za obvod Halič 61. Mandát obhájil ve volbách do Říšské rady roku 1911. Rezignace byla oznámena na schůzi 30. ledna 1918. Do parlamentu pak místo něj usedl Władysław Leon Grzędzielski.
V roce 1907 je řazen mezi polské konzervativce. Po volbách roku 1907 byl na Říšské radě členem poslaneckého Polského klubu. Od roku 1913 byl předsedou konzervativní frakce Polského klubu na Říšské radě. Již od roku 1909 zastával funkci místopředsedy Polského klubu.
Zemřel v březnu 1919.